# Storskolten
Storskolten är en kulle i Antarktis. Den ligger i Östantarktis. Norge gör anspråk på området. Toppen på Storskolten är 2 066 meter över havet.
Terrängen runt Storskolten är platt österut, men västerut är den kuperad. Trakten är obefolkad. Det finns inga samhällen i närheten. 